# Personaggi di Planetes

I protagonisti di Planetes, così come appaiono al termine della quarta puntata dell'anime

Questa è la lista dei personaggi di Planetes, manga di Makoto Yukimura. Gli stessi personaggi compaiono anche nella serie televisiva anime tratta dal fumetto.

## Personaggi principali

### Hachirota Hoshino
Hachirota Hoshino (星野 八郎太?, Hoshino Hachirōta) è il protagonista della storia. Nato a Chiba, Giappone, il 20 ottobre 2050, il suo soprannome è "Hachi" o "Hachimaki", la fascia caratteristica dei kamikaze giapponesi che indossa in ogni occasione. Il suo sogno è sempre stato quello di poter comprare una nave spaziale tutta per sé, ma tra il costo elevato dell'acquisto e il suo lavoro rischioso e mal pagato come raccoglitore di spazzatura spaziale presso la Sezione Detriti della Seconda Divisione Commerciale Technora, sulla stazione spaziale ISPV-7, Hachi lotta con la decisione di perseguire o no il proprio sogno. Il padre di Hachi è un esperto astronauta, nonché una continua fonte di contrasti per Hachimaki. La maggior parte della condotta di Hachi si può riassumere in "più grande, più veloce, più lontano". Volgare ed avventato, spesso maleducato e irriverente, nasconde un lato buono a altruista che quasi sempre è difficile scorgere. Hachi ha difficoltà nell'esprimersi adeguatamente, soprattutto in materia romantica. È doppiato in giapponese da Kazunari Tanaka e in italiano da Lorenzo Scattorin.

### Ai Tanabe
Ai Tanabe (田名部 愛?, Tanabe Ai) è un nuovo membro della Sezione Debris, nonché protagonista della serie animata; intelligente, sincera, idealista ma anche molto insicura. È nata in Hokkaidō il 7 luglio 2054 ed è figlia adottiva di un ex cantante di heavy metal divenuto tecnico elettronico e di una maestra elementare. Come nuova arrivata nello spazio, nella Sezione Debris, e principiante con le attività extra-veicolari, tutto allo stesso tempo, deve darsi da fare il più possibile per imparare tutti i trucchi del mestiere. Gentile e dolce, è disposta a fare qualsiasi cosa per aiutare gli altri. Ama Hachi, ma i due hanno difficoltà ad esprimere i propri sentimenti. Ritiene fermamente che l'amore possa essere la soluzione ad ogni problema, nonché la via da seguire nella vita, ed è molto decisa nel sostenere apertamente e fermamente i suoi principi in ogni situazione. È doppiata in giapponese da Satsuki Yukino e in italiano da Debora Magnaghi.

### Fee Carmichael
Fee Carmichael è il pilota statunitense della DS-12, la navetta utilizzata per la raccolta dei detriti. È nata in Virginia, l'8 maggio 2039, da una famiglia di avvocati. Fumatrice ossessiva, ha spesso difficoltà nel trovare posti in cui poter fumare, visto che fumare è vietato quasi ovunque nello spazio, e questo la rende molto spesso irritabile. Per questo ha fatto installare una cabina per il fumo negli uffici della Sezione Detriti, dove passa la maggior parte del tempo in cui è in pausa. È considerata una dei migliori piloti nell'ambiente dei raccogli detriti. Ha un carattere forte e deciso, e una notevole capacità come leader. Sposata, ha un figlio di otto anni, amante degli animali al punto di riempire il loro appartamento con tutti i cani e gatti randagi che trova in giro. Fee normalmente vive in Florida con la famiglia, quando non è nello spazio. È doppiata in giapponese da Ai Orikasa e in italiano da Cinzia Massironi.

### Yuri Mihalkov
Yuri Mihalkov (Юрий Михалков, Yuri Mihalkov) è il membro russo della squadra Debris. È nato a Vladivostok, il 27 luglio 2038. Calmo e stoico, ma anche gentile e compassionevole, Yuri funge spesso da caposquadra del gruppo. Otto anni prima degli eventi narrati nella storia, Yuri e sua moglie erano in viaggio verso l'Inghilterra su un volo civile in orbita bassa a bordo della navetta Altair 8, quando una piccola vite colpì ad alta velocità uno dei finestrini, causando la depressurizzazione della nave e costringendola ad effettuare un atterraggio d'emergenza. L'incidente, altamente pubblicizzato, provocò la morte di decine di persone, tra cui la moglie dello stesso Yuri, il cui corpo non venne più ritrovato, e dette inizio alla crescente attenzione che da allora viene posta verso il problema dei detriti spaziali. Da allora Mihalkov si occupa del recupero di Space Debris, nella speranza di ritrovare la bussola che la moglie portava al collo come portafortuna. È doppiato in giapponese da Takehito Koyasu e in italiano da Gianluca Iacono.

## Personaggi secondari

### Goro Hoshino
Gorō Hoshino (星野 五郎?, Hoshino Gorō) è il padre di Hachirota. Ingegnere spaziale, ha effettuato cinque viaggi su Marte prima di essere scelto dallo stesso Werner Rocksmith per entrare nell'equipaggio della Von Braun. Su Marte è stato in squadra con Gigalt, ed ha seguito il figlio su Giove. È doppiato in giapponese da Shōzō Iizuka e in italiano da Giovanni Battezzato.

### Kyutaro Hoshino
Kyūtarō Hoshino (星野 九太郎?, Hoshino Kyūtarō) è il fratello minore di Hachimaki, nonostante abbia solo 14 anni ha già una bruciante passione per lo spazio e un forte desiderio di diventare un astronauta di prima grandezza e un eccellente ingegnere spaziale, non un "astronauta di serie b come mio padre e mio fratello", come dice lui. Vive colla madre a casa Hoshino, sulla costa est del Giappone. Passa molto del suo tempo a costruire razzi amatoriali, che lancia dalla spiaggia vicino a casa, a volte con indesiderate conseguenze. Nonostante la sua giovane età è un ragazzo deciso e risoluto, con le idee molto chiare riguardo al suo futuro. La bassa considerazione che ha dei raggiungimenti professionali del fratello porta sempre i due a terminare ogni discussione con una sonora scazzottata. È doppiato in giapponese da Sōichirō Hoshi e in italiano da Davide Garbolino e Patrizio Prata nell'episodio 26.

### Werner Locksmith
Werner Locksmith è il progettista della Von Braun. Assolutamente geniale ma egoista, egomaniaco e senza scrupoli; l'unica cosa che riesce ad amare sono le navi spaziali. Non esita a sottoporre i candidati alla missione su Giove a prove potenzialmente letali, per trovare l'equipaggio secondo lui più adatto. Il suo modo di fare freddo, seppur cortese e sorridente, verso gli altri gli ha procurato una meritata fama di egocentrico senza pietà. È doppiato in giapponese da Unshō Ishizuka.

### Hakim Ashmead
Hakim Ashmead è un abile e promettente ufficiale della Guardia Orbitale In.T.O., agli ordini di Gigalt, che ha visto in lui grandi possibilità e lo ha preso come suo allievo, come in precedenza aveva fatto con Hachi. È nato a Mananga, un paese medio orientale caduto in povertà e afflitto dalla guerra civile, dopo la fine dello sfruttamento del greggio come fonte principale di energia, a favore dell'Elio 3. Ha vinto il premio Jim Lovell nel 2073, ha molti ottimi contatti sociali ed è zelante nel suo lavoro. Come Hachi, parteciperà alle selezioni per l'equipaggio della Von Braun, ma rivelerà presto di avere ben altre intenzioni. È doppiato in giapponese da Ryūzaburō Ōtomo e in italiano da Gabriele Calindri.

### Harry Roland
Harry Roland è un astronauta veterano, una leggenda nell'ambiente degli astronauti. Tra i primi ad esplorare la fascia degli asteroidi. È in tutto e per tutto innamorato dello spazio. Ha tentato il suicidio quando gli è stato proibito di ritornare in orbita, a causa della Leucemia Spaziale, una malattia non letale che può colpire gli astronauti ed è fatale per la loro carriera. È stato, molti anni prima dell'inizio della storia, il maestro di Gigalt, che parla di lui con grande rispetto. È doppiato in giapponese da Yōsuke Akimoto e in italiano da Enrico Bertorelli.

### Nono
Nono è una dodicenne selenita ovvero una ragazza che, come soli altri tre bambini al mondo, è nata e vissuta sulla Luna. È impegnata nello studio e sogna di poter andare sulla Terra ma, a causa della differente gravità lunare, il suo corpo potrebbe non reggere le caratteristiche dell'atmosfera terrestre. La sua particolare condizione le ha causato una statura di molto superiore alla norma ed è soggetta a continui controlli medici che ne verifichino lo stato di salute. Ha un carattere gioviale e l'abitudine di uscire in tuta spaziale sulla superficie lunare nei pressi della Città del Mare della Tranquillità, a giocare di nascosto. È doppiata in giapponese da Satomi Kōrogi e in italiano da Giulia Franzoso.

### Danshaku
Danshaku alias "Il barone" è il pilota della DS-29, nave di raccolta detriti della Technora con base sulla Luna. È un tipo estremamente eccentrico, sfoggia un vistoso ciuffo stile anni sessanta come pettinatura e il suo modo di fare col prossimo è quantomai inusuale. Racconta, con perfetta convinzione in quello che dice, di essere un alieno proveniente dalla costellazione della Reticola, inviato dalla "Federazione Galattica" a ispezionare la Terra quale mondo di confine, e di essere stato relegato ad avere un corpo umano come punizione per aver fatto, in cento anni di servizio sulla Terra, vari scherzi agli umani. Questo suo modo di descriversi gli ha procurato il suo soprannome, derivato dal Barone di Münchhausen, famoso per i suoi inverosimili racconti. Praticamente ogni sua azione o modo di fare, parlare e reagire alle situazioni, sembrerebbe confermare la sua assurda storia. Viene considerato uno svitato da quasi tutti quelli che lo conoscono, compreso il suo equipaggio. È abilissimo nel suo lavoro, e riesce sempre a prendere degli ottimi punteggi lavorativi colla sua nave. Conserva un "taccuino degli amici", nel quale appunta con solerzia tutto ciò che impara sul come avere un corretto ed educato rapporto sociale col prossimo. Farà amicizia con Tanabe, una dei pochi che lo considererà un amico nonostante le sue tante stranezze.

## Solo nell'anime

### Philippe Myers
Philippe Myers è il direttore della Sezione Detriti della Technora su ISPV-7, dove lavorano Hachimachi e gli altri. Un buon uomo, un po' grassoccio, quasi in età da pensione, bonario e paterno verso i suoi impiegati. È il capo solo a parole, visto che occupa più tempo a organizzare cene e ricevimenti aziendali, che a prendere le decisioni importanti quando questo si rende necessario. Pacato e sottomesso verso i suoi superiori, per paura di rovinarsi la carriera a un passo dal pensionamento, quando occorre sa tirare fuori un inaspettato temperamento eroico e protettivo verso quelli che lavorano sotto di lui. È doppiato in giapponese da Aikou Ogata e in italiano da Enrico Bertorelli.

### Arvind Ravi
Arvind Ravi, detto "Robbie", è il vicedirettore della Sezione Detriti. Si autodefinisce con orgoglio il "numero due". Nato e cresciuto in India, è divorziato con sette tra figli e figlie, che ama più di ogni altra cosa. Ha una passione per trucchi di magia e trovate pirotecniche di vario genere, che usa a volte per ingraziarsi i superiori, cosa per la quale raramente perde occasione, tanto è il timore di essere licenziato e non poter più dare ai suoi figli ciò che desiderano. Pur di indole buona, è un consumato opportunista e un assiduo lecchino verso i pezzi grossi. È doppiato in giapponese da Tetsuo Gotō e in italiano da Daniele Demma.

### Edelgard Rivera
Edelgard Rivera è un'impiegata temporanea della Sezione Detriti. Scrupolosa e efficiente, sempre puntale, parla poco e mal sopporta la frivolezza di alcuni suoi superiori, come Ravi e Myers. Ha un misterioso e turbolento passato che desidera lasciarsi alle spalle. È doppiata in giapponese da Maiko Itō e in italiano da Daniela Fava.

### Claire Rondo
Claire Rondo è un'ambiziosa e solerte impiegata della Sezione Controllo della Seconda Divisione Technora a bordo dell'ISPV-7. Nata a El Tanika, piccola nazione povera situata presso le sorgenti del Rio delle Amazzoni, si è trasferita poco dopo la sua nascita negli Stati Uniti coi genitori. Ha imparato a leggere e scrivere a otto anni. È stata assunta insieme a Cheng-Shin e Hachimaki, col quale per breve tempo ha avuto una relazione, che ha interrotto per inseguire le sue ambizioni. Gigalt l'ha soprannominata "bel cigno". Il suo modo di vedere le cose cambierà molto nel corso della serie. Si scoprirà essere una componente del Fronte di Difesa Spaziale, e alla fine verrà ferita in uno scontro a fuoco, catturata e condannata a dieci anni di carcere. È doppiata in giapponese da Kumiko Watanabe e in italiano da Dania Cericola.

### Kho Cheng-Shin
Kho Cheng-Shin è un pilota della Sezione Voli Spaziali della Technora. Proviene da una famiglia agiata ed è abituato ad avere un notevole successo sia in ambito sociale che sentimentale, assumendo così un'aria che ad alcuni può apparire un po' tronfia. Amico di Hachimaki e Claire, insieme ai quali è stato assunto, si infatuerà subito di Tanabe, non corrisposto. È doppiato in giapponese da Nobuyuki Hiyama e in italiano da Luca Bottale.

### Lucy Askam
Lucy Askam è un'hostess della Sezione Voli Spaziali della Technora, amica e confidente di Tanabe, colla quale ha svolto il tirocinio sulla Terra. È nata in Francia. Vanitosa e sedicente esperta di rapporti di coppia, è solo in apparenza frivola, mentre in realtà è arrivista e dedita alla ricerca di un buon partito. Ha inizialmente una cotta, a senso unico, per Cheng-Shin. È doppiata in giapponese da Masayo Kurata e in italiano da Jenny De Cesarei.

### Gigalt Gangaragash
Gigalt Gangaragash è stato il "sensei" di Hachimaki durante il suo primo anno di lavoro. Hachi gli tributa rispetto, devozione, gratitudine e affetto, e sostiene con orgoglio che ha imparato da lui tutto ciò che sa sullo spazio. È un astronauta espertissimo con alle spalle una lunga e proficua carriera, nella quale ha partecipato fra l'altro a più missioni su Marte insieme al padre di Hachimachi, Goro Hoshino, col quale ha da molto tempo una profonda amicizia. Dotato di profonda saggezza e capacità nel conoscere le persone, si definisce incapace di ricordare i nomi, e per questo affibbia agli altri soprannomi basandosi su una loro caratteristica. È stato lui, infatti, a dare ad Hachimaki il suo nomignolo. Attualmente è ufficiale della Guardia Orbitale In.T.O., dove ha trovato un altro promettente allievo in Hakim Ashmead. È doppiato in giapponese da Norio Wakamoto e in italiano da Maurizio Scattorin.

### Dorf Azalia
Dorf Azalia è il direttore della Seconda Divisione Commerciale Technora a bordo della stazione spaziale ISPV-7. Anni prima, ha fondato una piccola società con, tra gli altri, Fee e Chad, che però ha dovuto, suo malgrado e contro il parere dei suoi collaboratori di allora, far assorbire dalla Technora per non andare incontro alla chiusura. È abilissimo del suo lavoro, con una spiccata capacità nello sfruttare al meglio le risorse umane. Questo lo ha messo allo stesso tempo in buona e cattiva luce col consiglio di amministrazione, che lo vede come un cavallo di razza che però è troppo difficile domare. Per togliersi questa spina nel fianco, non esiteranno a relegarlo alla guida di una piccola società cuscinetto, la Galileo Development, responsabile nominale del progetto Giove e della gestione della Von Braun. È doppiato in giapponese da Ryo Kamon e in italiano da Ivo De Palma.

### Chad
Chad è un ex dirigente degradato a ragioniere presso la Terza Divisione Technora, sulla Luna, ex collega di Fee e Dolf nella loro vecchia azienda, si considera l'esatto opposto di quest'ultimo, deciso e ambizioso, mentre lui ha un carattere dimesso e privo di grandi ambizioni, abituato a pensare in piccolo. Verrà scelto come assistente da Dorf nella Galileo Development.